# Jeppe Vestergaard
Jeppe Vestergaard (ur. 22 września 1976) – duński piłkarz występujący na pozycji obrońcy.

## Życiorys
Był juniorem Herfølge BK, a w 1995 roku został wcielony do pierwszej drużyny. W Superligaen zadebiutował 16 marca 1997 roku w zremisowanym 1:1 spotkaniu z Silkeborg IF. W Herfølge występował do 2001 roku, zdobywając z tym klubem mistrzostwo Danii w sezonie 1999/2000. W rundzie jesiennej sezonu 2001/2002 był zawodnikiem Silkeborg IF. Następnie przeszedł do Malmö FF. Pod koniec kwietnia został krótkoterminowo wypożyczony do Vejle BK. Po powrocie rozegrał pięć meczów w Allsvenskan, debiutując w lidze 15 września przeciwko IFK Göteborg (4:2). W lipcu 2003 roku powrócił do Herfølge, rozgrywając dla klubu w sezonie 2003/2004 osiemnaście ligowych meczów. Ogółem wystąpił w 105 meczach w Superligaen. Po zakończeniu sezonu odszedł z klubu.

## Statystyki ligowe
| Sezon         | Klub         | Liga        | Mecze | Gole |
| ------------- | ------------ | ----------- | ----- | ---- |
| 1995/1996     | Herfølge BK  | Superligaen | 0     | 0    |
| 1996/1997     | Herfølge BK  | Superligaen | 14    | 1    |
| 1997/1998     | Herfølge BK  | Superligaen | 31    | 1    |
| 1998/1999     | Herfølge BK  | Superligaen | 15    | 1    |
| 1999/2000     | Herfølge BK  | Superligaen | 5     | 0    |
| 2000/2001     | Herfølge BK  | Superligaen | 10    | 0    |
| 2001/2002 (j) | Silkeborg IF | Superligaen | 8     | 0    |
| 2001/2002 (w) | Vejle BK     | Superligaen | 4     | 0    |
| 2002 (j)      | Malmö FF     | Allsvenskan | 4     | 0    |
| 2003 (w)      | Malmö FF     | Allsvenskan | 1     | 0    |
| 2003/2004     | Herfølge BK  | Superligaen | 18    | 0    |